# Amedeo Scarpi
Amedeo Scarpi (Burano, 19 settembre 1917 – Cavallino-Treporti, 19 agosto 2011) è stato un canottiere italiano.

## Biografia
Nato nel 1917 nell'allora comune autonomo di Burano, dal 1923 parte di Venezia, era tesserato per i veneziani della Reale Società Canottieri Bucintoro.
Nel 1950 vinse la medaglia d'argento nel quattro con agli Europei di Milano, insieme a Marcello Basso, Romeo Santin, Albino Trevisan e al timoniere Giovanni Vorano, piazzandosi dietro alla sola Danimarca.
A 34 anni partecipò ai Giochi olimpici di Helsinki 1952, nel quattro con, insieme a Tarquinio Angiolin, Abbondio Smerghetto, Albino Trevisan e al timoniere Domenico Cambieri, non passando direttamente il quarto di finale, terzo dietro a Francia e Unione Sovietica con il tempo di 7'20"5 (passavano i primi due), vincendo il primo ripescaggio in 7'06"0, ma non passando il secondo ripescaggio, secondo dietro alla Svizzera, poi argento, con il tempo di 7'06"0 (andava in finale soltanto il primo).
Morì nel 2011, a 93 anni.

## Palmarès

### Campionati europei
- 1 medaglia:
  - 1 argento (Quattro con a Milano 1950)